# Alfred P. Sloan

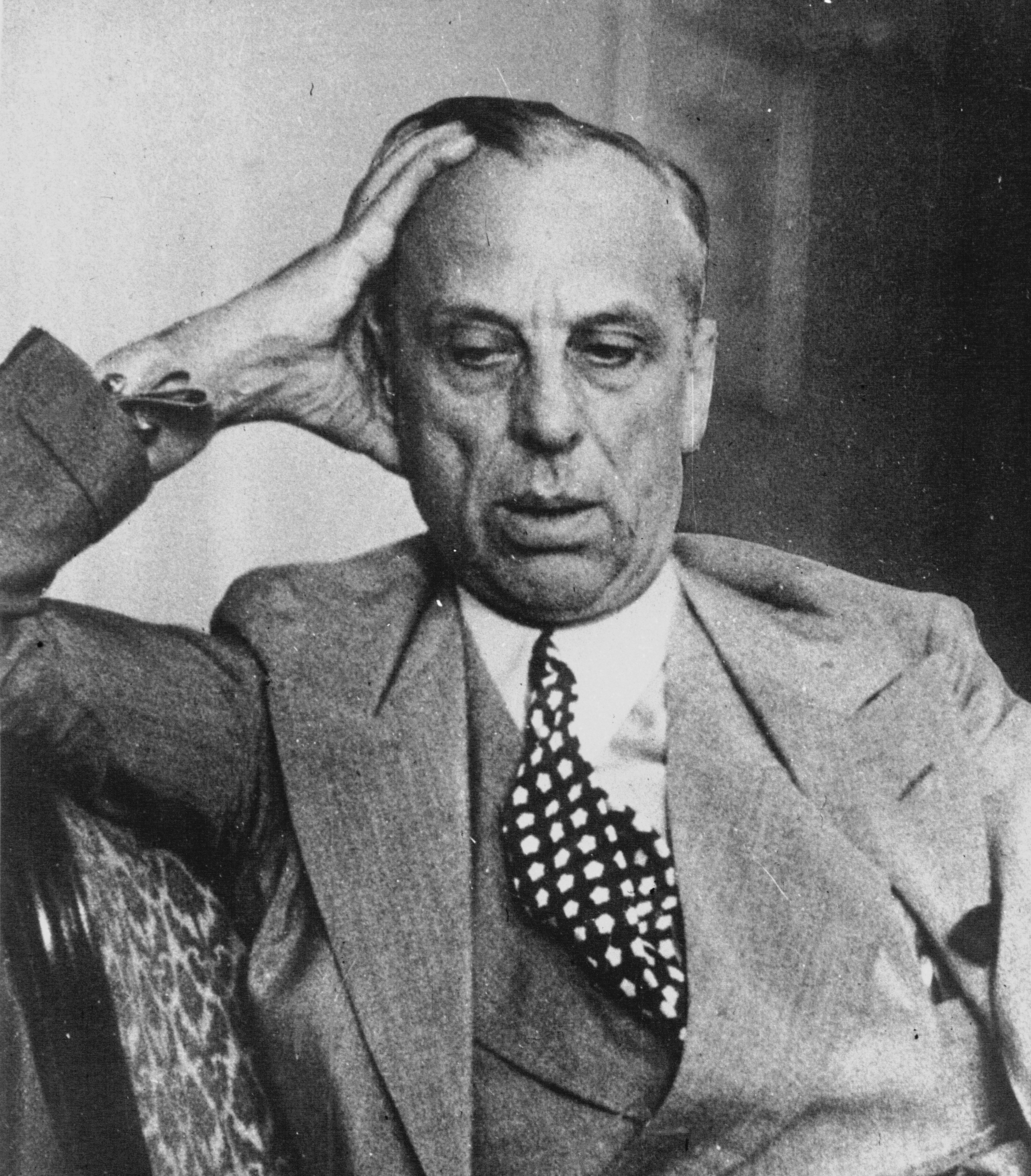
Alfred Pritchard Sloan, Jr. (1937)

Alfred Pritchard Sloan Jr. (ur. 23 maja 1875 w New Haven, zm. 17 lutego 1966 w Nowym Jorku) – amerykański przedsiębiorca, długoletni prezes General Motors oraz członek zarządu. Założyciel Fundacji Alfreda Sloana.
Urodził się w New Haven w stanie Connecticut. Studiował inżynierię elektryczną na MIT. Uczelnię tę ukończył w roku 1892. Autor książki My Years with General Motors.
Zmarł w nowojorskim szpitalu Memorial Sloan Kettering Cancer Center, przyczyną śmierci był atak serca.